# Natz-Schabs
Natz-Schabs (italià Naz-Sciaves) és un municipi italià, dins de la província autònoma de Tirol del Sud. És un dels municipis del districte i vall d'Eisacktal. Comprèn les fraccions d'Aicha (Aica), Raas (Rasa) i Viums (Fiumes). L'any 2011 tenia 2.876 habitants. Limita amb els municipis de Brixen (Bressanone), Franzensfeste (Fortezza), Lüsen (Luson), Mühlbach (Rio di Pusteria), Rodeneck (Rodengo) i Vahrn (Varna).

## Situació lingüística
| Pertinença lingüística (cens 2001) | 93,62% alemany |
| Pertinença lingüística (cens 2001) | 5,39% italià   |
| Pertinença lingüística (cens 2001) | 0,99% ladí     |

## Administració

Territori comunal

| Període   | Identitat            | Partit                   |
| --------- | -------------------- | ------------------------ |
| 2004-2015 | Peter Gasser         | SVP                      |
| 2015-     | Andreas Unterkircher | Lista Civica Naz-Sciaves |